# Bobby Hatfield
Robert Lee Hatfield (ur. 10 sierpnia 1940 w Beaver Dam, zm. 5 listopada 2003 w Kalamazoo) – amerykański piosenkarz i autor tekstów, członek duetu The Righteous Brothers.

## Wczesne życie
Bobby Hatfield urodził się w Kalamazoo w stanie Wisconsin, jednak w wieku 4 lat przeniósł się wraz z rodzicami do Anaheim w Kalifornii. Uczęszczał do Anaheim High School (ukończył w 1958 roku), gdzie grał w szkolnych drużynach futbolu amerykańskiego, baseballu oraz koszykówki, w której był kapitanem, a w latach 1957–1958 był przewodniczącym szkoły. Przez krótki czas rozważał podpisanie profesjonalnego kontraktu sportowego, jednak pasja do muzyki skłoniła go do kontynuowania kariery muzycznej, jednocześnie kontynuując naukę w liceum. Hatfield Jest absolwentem bractwa Sigma Alpha Epsilon.

## Kariera
Bobby Hatfield początkowo grał w zespole z Anaheim – Variations, a wkrótce podczas studiów na California State University w Long Beach poznał Billa Medleya z zespołu The Paramours, z którym w 1962 roku wraz z Bobbym Hatfieldem utworzył nową grupę, przy zachowaniu nazwy Paramours, w skład której wchodził saksofonista John Wimber, który później założył ruch „The Vineyard Church”. Wystąpili w klubie nocnym The Black Derby w Santa Ana i w grudniu 1962 roku z małą wytwórnią Moonglow wydali singiel „There She Goes (She’s Walking Away)”. Jednak zespół nie odniósł dużego sukcesu i w 1963 roku się rozpadł, jednak Medley i Hatfield pozostali duetem. Medley i Hatfield przyjęli nazwę The Righteous Brothers, a ich pierwszym singlem był napisany przez Medleya „Little Latin Lupe Lu” wydany przez wytwórnię Moonglow. Medley nagrał również jako artysta solowy z wytwórnią Moonglow singiel pt. „Gotta Tell You How I Feel”, który jednak nie znalazł się na listach przebojów.
W 1964 roku The Righteous Brothers wystąpił na koncercie w Cow Palace w San Francisco, podczas którego dyrygował im Phil Spector. Spector był pod wrażeniem duetu i wkrótce jego wytwórnia – Philles Records nawiązała z nimi współpracę. W 1965 roku we współpracy z Philem Spectorem nagrał swój pierwszy przebój „You Lost Lost Lovin 'Feelin”, który według wytwórni Broadcast Music jest najczęściej odtwarzaną piosenką w historii amerykańskiego radia, a także inne utwory, takie jak m.in.: „Unchained Melody” z Philles Records. W singlach takich jak: „You Have Lost That Lovin 'Feelin'” i „Just Once in My Life” śpiewał głównie Medley, jednak na kilku singlach, takich jak: „Unchained Melody” i „Ebb Tide”, Hatfield występował solo.
W 1966 roku po zakończeniu współpracy z Philem Spectorem, duet podpisał kontrakt z Verve Records, z którym nagrali przebój „Soul and Inspiration”, jednak w 1968 roku Medley odszedł z duetu, gdyż zdecydował się na karierę solową i do 1971 roku (do pierwszego rozwiązania zespołu) Hatfieldowi w duecie towarzyszył Jimmy Walker z zespołu The Knickerbockers przy nawiązaniu współpracy z wytwórnią MGM Records. Duet w nowym składzie wydał album pt. Re-Birth, który jednak nie odniósł wielkiego sukcesu i w którym znajdują się single wykonane tylko przez Hatfielda – „Hang Ups” i „Only You”. W 1969 roku Hatfield wystąpił w filmie telewizyjnym w reżyserii George’a McCowana pt. Ballada Andy’ego Crockera. W 1970 roku dwa utwory w wykonaniu Hatfielda: „All You Did Was Smile” i „I Call Your Name” znalazły się w ścieżce dźwiękowej filmu reżyserii Richarda A. Colli pt. Zig Zag. W 1971 roku wydał jedyny w swojej karierze album solowy pt. Messin’ in Muscle Shoals, nagrany w sierpniu 1970 roku w FAME Studios w Muscle Shoals w stanie Alabama. Jednak z powodu kłopotów finansowych wytwórni MGM Records singel pt. „The Promised Land"/"Woman You Got No Soul” nie został wydany, a z powodu niewielkiej promocji album nie odniósł sukcesu na rynku muzycznym.
W 1974 roku wraz z Billem Medleyem reaktywował duet The Righteous Brothers i nagrali hit pt. „Rock and Roll Heaven”. W 1976 roku Bill Medley z powodu tragicznej śmierci swojej pierwszej żony – Karen O’Grady, postanowił zawiesić karierę muzyczną, by zaopiekować się swoim 10-letnim wówczas synem Darrinem. Duet ponownie został reaktywowany w 1981 roku podczas 30. edycji programu American Bandstand, w którym wykonali nową wersję utworu „Rock and Roll Heaven”. W 1990 roku, po sukcesie filmu w reżyserii Jerry’ego Zuckera pt. Uwierz w ducha, w którego ścieżce dźwiękowej został użyty utwór duetu pt. „Unchained Melody”, The Righteous Brothers odzyskał swoją popularność i przez całe lata 90. i na początku lat 2000. W marcu 2003 roku The Righteous Brothers został wprowadzony przez Billy’ego Joela do Rock and Roll Hall of Fame. Po śmierci Hatfielda 5 listopada 2003 roku duet został rozwiązany, jednak w styczniu 2016 roku Bill Medley ogłosił reaktywację duetu, w którym Hatfielda zastąpił Bucky Heard.

## Życie prywatne
Pierwszą żoną Bobby’ego Hatfielda była tancerka z programów T.A.M.I. Show i Where the Action Is, jednak małżeństwo trwało krótko. Para miała dwójkę dzieci: syna Bobby’ego Jr. i córkę Kalin. 4 sierpnia 1979 roku poślubił Lindę Torrison, która cierpi na toczeń rumieniowaty układowy, w związku z czym Hatfield zorganizował coroczny turniej golfowy  – Bobby Hatfield Charity Golf Classic, w celu zebrania funduszy na cele charytatywne dla tej choroby. Para miała dwoje dzieci: córkę Vallyn i syna Dustin.

## Śmierć
Bobby Hatfield zmarł 5 listopada 2003 roku w Hotelu Radisson w centrum Kalamazoo w stanie Michigan w wieku 63 lat, kilka godzin przed zaplanowanym koncertem duetu The Righteous Brothers. Został znaleziony przez Billa Medleya i pracownika hotelu, którego wpuścił Medley zaniepokojony nieobecnością partnera z zespołu w miejscu koncertu. W styczniu 2004 roku raport toksykologiczny wykazał zawał serca spowodowany zażyciem kokainy, choć początkowo sekcja zwłok wykazała zaawansowaną chorobę wieńcową, zdaniem eksperta medyny sądowej „w tym przypadku już istniała znaczna blokada tętnic wieńcowych”.

## Dyskografia

### Albumy
| Rok | Tytuł                    | Dane albumu                                                    | Lista utworów |
| --- | ------------------------ | -------------------------------------------------------------- | --- |
| 1971 | Messin’ in Muscle Shoals | - Wydany: 1971 - Wytwórnia: MGM Records - Format: Winylowy, CD | \| 1. "You Left The Water Running" – 3:00 2. "Let It Be" – 4:38 3. "If I Asked You" – 2:32 4. "The Promised Land" – 2:57 5. "Shuckin' And Jivin'" – 2:22 6. "I Saw A Lark" – 3:21 7. "You Get A Lot To Like" – 2:50 8. "Show Me The Sunshine" – 3:54 9. "The Feeling Is Right" – 2:25 10. "Messin’ in Muscle Shoals" – 2:35 \| |
| |                          |                                                                | |
| 1. "You Left The Water Running" – 3:00 2. "Let It Be" – 4:38 3. "If I Asked You" – 2:32 4. "The Promised Land" – 2:57 5. "Shuckin' And Jivin'" – 2:22 6. "I Saw A Lark" – 3:21 7. "You Get A Lot To Like" – 2:50 8. "Show Me The Sunshine" – 3:54 9. "The Feeling Is Right" – 2:25 10. "Messin’ in Muscle Shoals" – 2:35 |                          |                                                                | |

### Single
| Rok                                                      | Tytuł                      | Najwyższe pozycje na listach |
| Rok                                                      | Tytuł                      | US                           |
| -------------------------------------------------------- | -------------------------- | ---------------------------- |
| 1963                                                     | "Hot Tamales"              | —                            |
| 1968                                                     | "Hang Ups"                 | —                            |
| 1968                                                     | "Brothers"                 | —                            |
| 1969                                                     | "Only You (And You Alone)" | 95                           |
| 1969                                                     | "My Prayer"                | —                            |
| 1969                                                     | "Answer Me"                | —                            |
| 1972                                                     | "Oo Wee Baby I Love You"   | —                            |
| 1972                                                     | "Stay with Me"             | —                            |
| „–” oznacza, że singel nie był notowany na danej liście. |                            |                              |

### Ścieżka dźwiękowa
- Zig Zag (MGM Records, 1970)